# 乱反射ガール
『乱反射ガール』（らんはんしゃガール）は、日本のミュージシャン土岐麻子の通算13枚目のスタジオ・アルバムである。2010年5月26日発売。発売元はrhythm zone。

## 概要
- 前作「TOUCH」からおよそ1年半ぶり、メジャーのフルアルバムとしては4枚目となるアルバム。
- 小学校の同級生である川口大輔や和田唱（TRICERATOPS）の他、G.RINA、田中義人、いしわたり淳治、桜井秀俊（真心ブラザーズ）、高田漣、森山直太朗、さかいゆう、伊澤一葉（東京事変）、奥田健介（NONA REEVES）、渡辺俊美（TOKYO No.1 SOUL SET / THE ZOOT16）などが参加。
- 5月19日よりiTunes Storeおよびレコチョクにて先行配信。
- 通常盤とDVD付きの初回限定盤の二種リリース。

## 収録曲
1. Intro ～prism boy～ [0:22]
作曲・編曲：川口大輔
2. 乱反射ガール [3:52]
作詞：土岐麻子 作曲・編曲：川口大輔
3. 熱砂の女 [4:21]
作詞：土岐麻子 作曲：G.RINA 編曲：田中義人
4. 薄紅のCITY [4:28]
作詞：いしわたり淳治 作曲：桜井秀俊（真心ブラザーズ） 編曲：川口大輔
5. 鎌倉 [5:45]
作詞：御徒町凧・土岐麻子 作曲：森山直太朗 編曲：高田漣
伊藤大地・野村卓史（グッドラックヘイワ）、鈴木正人（LITTLE CREATURES）が演奏で参加。ワコール WEBムービー「"Fit for My Life" 2010 SPRING & SUMMER」イメージソング
6. feelin' you [5:36]
作詞：土岐麻子 作曲：さかいゆう 編曲：川口大輔
7. ALL YOU NEED IS LOVE [2:47]
作詞・作曲：ジョン・レノン・ポール・マッカートニー 編曲：橋本和昌
ビートルズのカバー。docomoCMソング
8. QUIZ [4:42]
作詞：土岐麻子 作曲・編曲：伊澤一葉（東京事変）
ワコールWEBムービー「"Fit for My Life" 2010 SPRING & SUMMER」イメージソング
9. Sentimental [5:06]
作詞：土岐麻子 作曲・編曲：奥田健介（NONA REEVES）
10. HUMAN NATURE /sings with 和田唱 from TRICERATOPS [4:26]
作詞・作曲：ジョン・ベティーズ・スティーヴン・M・ポーカロ 編曲：和田唱（TRICERATOPS）
マイケル・ジャクソンのカバー。
11. Light My Fire [4:56]
作詞：土岐麻子 作曲・編曲：渡辺俊美（TOKYO No.1 SOUL SET・THE ZOOT16）
12. Perfect You [3:57]
作詞：土岐麻子 作曲・編曲：和田唱（TRICERATOPS）
13. City Lights Serenade [4:11]
作詞：土岐麻子 作曲・編曲：川口大輔
ワコールWEBムービー「"Fit for My Life" 2010 SPRING & SUMMER」イメージソング

### DVD(初回限定盤のみ)
1. smilin' [VALENTINE LIVE TOUR @ Billboard Live TOKYO (2010.02.07)]
2. Flamingo [VALENTINE LIVE TOUR @ Billboard Live TOKYO (2010.02.07)]
3. ファンタジア [VALENTINE LIVE TOUR @ Billboard Live TOKYO (2010.02.07)]
4. SUPERSTAR [LIVE 『LOVE SONGS』 @ 赤坂 BLITZ (2009.07.07)]
5. How Beautiful [LIVE 『LOVE SONGS』 @ 赤坂 BLITZ (2009.07.07)]
6. 乱反射ガール [MUSIC VIDEO]
PV監督は柿本ケンサク。
7. RECORDING & MUSIC VIDEO OFF SHOT